# プリマス・ロック

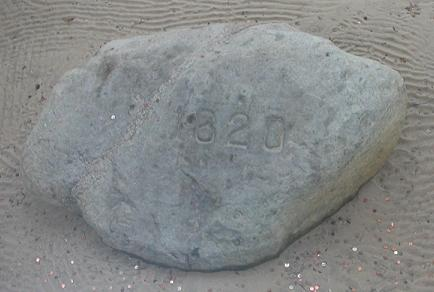
プリマス・ロック。「1620」と刻まれている

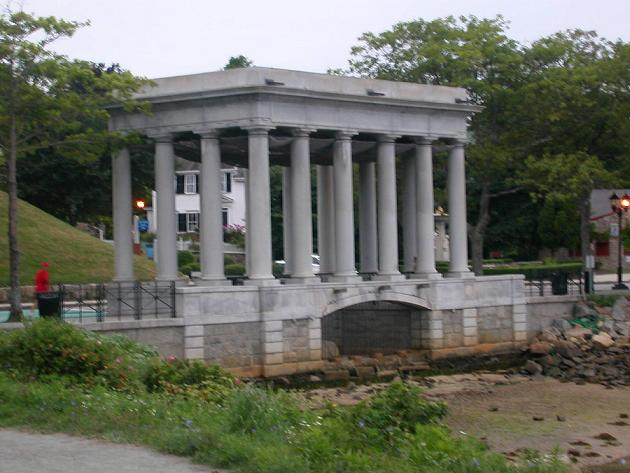
プリマス・ロックを納めた海辺のモニュメント

プリマス・ロック（Plymouth Rock）とは、いわゆる「巡礼始祖（ピルグリム）」が、1620年にメイフラワー号からプリマス（現在のマサチューセッツ州東岸）に上陸した際、最初に踏んだとされる岩。アメリカ合衆国についての著作で知られるアレクシス・ド・トクヴィルも、この岩についての言及を残している。

## 概要
プリマス・ロックについての記述は、17世紀の史料上見いだすことができない。例えば、プリマス植民地の総督であったウィリアム・ブラッドフォードも、自らの年代記においてこの岩について言及を残していない。1741年、エルダー・トマス・フォーンスという老人の証言によって、「プリマス・ロック」がピルグリムが最初に踏みしめた岩だとされた。当時94歳だったとされるフォーンスがプリマス植民における初期の世代であったことと、それらしき岩が周囲に見当たらなかったことから、高い信憑性をもってこの話が人々に受け入れられた。
アメリカ独立戦争の勃発直前である1774年、海面に突出していたこの岩を引き揚げて市広場に設置する試みが、実施に移された。しかし、力ずくで引っ張ったために岩の上部が割れてしまい、その上部のみを市広場に置くことになった。1834年には、岩は「ピルグリム・ホール」へと移転し、1880年には再び海岸へと戻された。この際、「1620」という数字が刻まれることになった。
いわば神話としての「アメリカ史」に大きく寄与した岩であるが、単なる岩が1つあるだけなので、アメリカ合衆国最大の「がっかり名所」という者もいる。
白人にとって記念すべきこの岩は、インディアンにとっては侵略と民族浄化の象徴である。1970年の「ピルグリム・ファーザーズ上陸350周年記念の日」には、全米最大のインディアン権利団体「アメリカインディアン運動（AIM）」のインディアン活動家のラッセル・ミーンズらがメイフラワー2世号のマストにAIMの旗を掲げ、「プリマス・ロック」をトラック1台分の土砂で埋めてみせるという抗議行動を行った。